# Ulfeldt
Ulfeldt Ulfeld, Ulffeldt, är en dansk uradlig ätt, även tidigare kallad Strange, . Urfadern för denna släkt är Strange I, Ulfeldt som omnämns redan år 1186 i kung Knud Valdemars stadfästelse av de tidigare kungarnas gåvor till Lunds domkyrka. 
t. Några medlemmar upphöjdes i tysk riksgrevlig rang. Ätten utslocknade 1769. 
Vapen: En röd heraldisk vargörn (halv ulv, halv örn) på silverfält
Ätten var representerad med flera danska riksråd under 1400-talet och 1500-talet, när ätten tillhörde de mest inflytelserika i Danmark.
- Strange, nämnd i ett gåvobrev 1186

1. Peder Strangesson, dansk riddare,  gift med Esbern Snares dotter Ingeborg
  1. Helena Pedersdotter Strange, har påståtts ha varit gift med Knut Långe, denna uppgift anses osannolik. Knuts son Holmgers vapentäcke visar på att hans mor skall ha tillhört Bjälboätten.[2]

- Knud Ebbesen Ulfeldt till Svenstrup, gift med Anne Eriksdotter Hardenberg[3]

1. Jakob Ulfeldt (1535-1593), danskt riksråd
  1. Mogens Ulfeldt (1569-1616) riksamiral
  2. Jakob Ulfeldt, danskt riksråd och rikskansler
    1. Corfitz Ulfeldt (1606-1664), rikshovmästare. Gift med kung Kristian IV av Danmarks dotter Leonora Christina. 
      1. Kristian Ulfeldt, kavaljer hos drottning Kristina i Rom, katolsk kanik, död 1688.
      2. Anna Katrina, gift med en belgisk adelsman Castella
      3. Leonora Sofia, blev 1676 gift med skånske adelsmannen Lave Beck och blev stammoder för ätten Beck-Friis.
      4. Leo Ulfeldt, deltog i österrikiske kejsarens krig mot osmanska riket, och 1704 i försvaret av Barcelona och dog 1716 i Wien som fältmarskalk
        1. Anton Corfiz Ulfeldt (1699–1769) til Goltzsch og Jendkau, riksgreve, österrikisk storkansler och utrikesminister 1742–53, överhovmästare 1753.
2. Christoffer Ulfeldt till Svenstrup
  1. Ebbe Ulfeldt  till Ovesholm, länsherre och ämbetsman, gift med kung Kristian IV av Danmarks dotter Hedevig Ulfeldt.
  2. Knud Ulfeldt,  dansk ämbetsman.